# Закон Грэма

Изображение слева отражает модель эффузии, справа — диффузии. Эффузия происходит через отверстия, размер которых меньше длины пробега частиц, тогда как диффузия — через отверстие, через которое множество частиц может проникать одновременно.

Закон Грэма (также известный как закон эффузии, закон Грэхема (неправ.)) — закон об относительной скорости истечения разных газов через пористую поверхность или искусственную мембрану при одинаковых условиях.
Открыт в 1829 году шотландским химиком Томасом Грэмом.

## Содержание закона
Эффузия — это процесс медленного истечения газов через маленькие (часто микроскопические) отверстия, например, сквозь различные пористые материалы, при котором отдельные молекулы проникают через отверстие без столкновений между собой. Это происходит, если диаметр отверстия значительно меньше, чем длина свободного пробега молекул. В 1829 году Томас Грэм провел серию экспериментов по эффузии и обнаружил, что при постоянных температуре и давлении скорость истечения газа r обратно пропорциональна квадратному корню из плотности газа d:
{\displaystyle {r\cdot {\sqrt {d}}}=k}
где k — константа.
Таким образом, чем выше плотность газа, тем ниже скорость эффузии (при постоянных температуре и давлении). Постоянная k (в правой части приведённого выше уравнения) при равных условиях примерно одинакова для всех газов.
Как следует из уравнения состояния идеального газа, при постоянных температуре и давлении плотность газа пропорциональна его молярной массе M. Исходя из этого, можно переписать уравнение закона Грэма для двух разных газов следующим образом:
{\displaystyle {{\mbox{r}}_{1} \over {\mbox{r}}_{2}}={\sqrt {M_{2} \over M_{1}}}}
где r1 и r2 — скорости истечения первого и второго газов соответственно, M1 и M2 — их молярные массы. Таким, образом, другая формулировка закона Грэма устанавливает, что скорость эффузии газа обратно пропорциональна корню квадратному из молярной массы (массы его молекул).
Таким образом, если молекулярная масса одного газа в четыре раза больше чем это другого, то он бы диффундировал через пористую поверхность или мембрану с половинной скоростью другого. Полное теоретическое объяснение закона Грэма было дано несколько лет спустя молекулярно-кинетической теорией.

## Практическое применение
Закон Грэма позволяет объяснить, почему воздушные шарики, наполненные гелием, теряют объём уже через короткое время, в отличие от наполненных воздухом. Лёгкий гелий, имеющий относительную молекулярную массу 4, проникает сквозь поры резины приблизительно в 2,7 раза быстрее, чем воздух (смесь преимущественно азота и кислорода, средняя относительная молекулярная масса 29). Воздушные шарики из металлизированной полиэфирной плёнки со значительно меньшими порами могут удерживать гелий в течение нескольких недель.
Истечение воздуха сквозь материалы космического корабля приходится учитывать при планировании длительных полётов: так возобновление запасов воздуха на борту Международной космической станции производится при помощи транспортных грузовых кораблей «Прогресс».
Закон Грэма лежит в основе атмолиза  — процесса разделения смеси газов, имеющих неодинаковую плотность, путём многократного пропускания их через пористый материал (газодиффузионный метод). Атмолиз в промышленных масштабах был впервые использован для разделения изотопов в процессе обогащения урана в США. В ходе реализации Манхеттенского проекта в 1942 году в городе Оук-Ридж была сооружена 600-этапная установка для газовой диффузии летучих гексафторидов урана UF6 через пористую перегородку. Природный уран представляет собой изотопную смесь из 0,7% 235U и 99,3% 238U. Только первый изотоп мог быть использован для изготовления атомных бомб и ядерного топлива для реакторов. Отношение плотностей этих двух гексафторидов равно 349:352. Более легкий гексафторид 235UF6 диффундирует всего в 1,004 раза быстрее, чем гексафторид другого изотопа. Поэтому смесь газов, пропущенная через пористую перегородку, оказывается незначительно обогащённой гексафторидом 235UF6. Чтобы достичь значительного обогащения газовой смеси необходимым изотопом, приходится повторять эту процедуру тысячи раз.
В Советском Союзе был использован другой, не столь энергетически ёмкий, метод разделения летучих гексафторидов урана UF6  — при помощи газовых центрифуг.